# Francesco Fernando d’Avalos d’Aquino d’Aragona

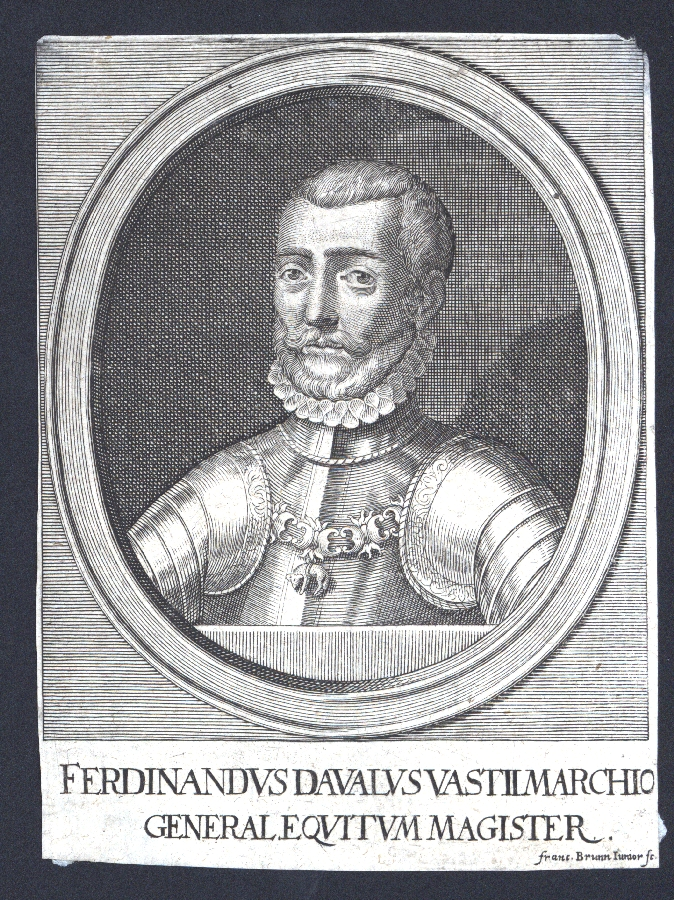
Francesco Ferdinando d'Ávalos

Francesco Fernando d’Avalos d’Aquino d’Aragona (auch: Ferrante Francesco d’Avalos d’Aquino d’Aragona) (* August 1530 in Ischia; † 31. Juli 1571 in Palermo) war ein Angehöriger der italienischen, ursprünglich spanischen Familie de Avalos, Gouverneur im Herzogtum Mailand und Vizekönig von Sizilien.

## Herkunft
Francesco Fernando war ein Sohn von Alfonso d’Avalos (III.) d’Aquino d’Aragona, Principe di Francavilla, Principe di Montesarchio, 3. Marchese del Vasto, 3. Marchese di Pescara, Conte di Monteodorisio, Grande von Spanien († 1568) und seiner Gemahlin Maria d’Aragona († 1568), einer Tochter von Ferdinando d’Aragona, Duca di Montalto.

## Funktionen
Francesco Fernando war Principe di Francavilla, Principe di Montesarchio, 4. Marchese del Vasto, 4. Marchese di Pescara, Conte di Monteodorisio, Grande von Spanien, Königlich neapolitanischer Oberstkämmerer und Ritter des Ordens vom Goldenen Vlies.
Er war ein Vertrauter von Philipp II., König von Spanien, der ihn zu seinem Vertreter beim Konzil von Trient ernannte. Er war 1560 bis 1563 als Nachfolger von Gonzalo Fernandez de Córdoba, Duca di Sessa, Gouverneur im Herzogtum Mailand, eine Funktion, die – in Abhängigkeit von König von Spanien – der eines Staatsoberhauptes entsprach, da sie neben repräsentativen und administrativen auch legislative Aufgaben und das Gnadenrecht umfasste. Schon sein Vater hatte 1536 bis 1546 dieselbe Funktion ausgeübt. Am 11. April 1568 wurde er, als Nachfolger von Carlo de Aragon, Herzog von Terranuova zum spanischen Vizekönig von Sizilien ernannt und übte diese Funktion bis zu seinem Tod im Jahre 1571 aus.

## Ehe und Nachkommenschaft
Francesco Fernando heiratete im Dezember 1556 Isabella Gonzaga (* nach 1531; † Vasto bei Neapel im Oktober 1579), eine Tochter des Federico II. Gonzaga, 1. Herzog von Mantua und Montferrat, († 1540) und dessen Gemahlin, Margherita Palaiologa (* 11. August 1510; † 28. Dezember 1566) Erbin der Markgrafschaft Montferrat. Ihre Familie stammt von der letzten byzantinischen Kaiserdynastie, den Palaiologen, ab.
Mit Isabella hatte er zwei Kinder:
- Alfonso Felice d’Avalos d´Aquino d´Aragona, Principe di Francavilla etc. (* 1564, † 1593), ⚭ Lavinia della Rovere,
- Tommaso d´Avalos d´Aquino d´Aragona, Conte di Castelluccio (in der Provinz Potenza in der Region Basilicata), Lateinischer Titular-Patriarch von  Antiochien (1611–1622), urkundlich 1571 bis 1632